# Piotr Awtokratow
Piotr Michajłowicz Awtokratow (ros. Пётр Михайлович Автократов, ur. 1856 w Muratowie w guberni penzeńskiej, zm. 25 marca 1915) – rosyjski lekarz psychiatra.
W 1881 ukończył studia medyczne na Cesarskiej Akademii Medyko-Chirurgicznej w St. Petersburgu. Był uczniem Mierzejewskiego i Biechtieriewa. W 1888 roku otrzymał tytuł doktora nauk medycznych po przedstawieniu dysertacji na temat wpływu tyreoidektomii na układ nerwowy zwierząt. Następnie pracował jako starszy ordynator oddziału psychiatrycznego Szpitala Ujazdowskiego w Warszawie. Był głównym psychiatrą armii rosyjskiej na Dalekim Wschodzie podczas wojny rosyjsko-japońskiej 1904/1905. Pamiętany jest za prace dotyczące psychoz wojennych wśród rosyjskich żołnierzy. Tłumaczył na rosyjski prace Ziehena i Raymonda.

## Wybrane prace
- Sluchai pseudo-afazicheskago pomieshatelstva. Arch. psichiat 2, 2, 89-93 (1883)
- Sudebno-psichiat. sluchai gebefrenii. Arch. psichiat 5, 2-3, 94-120 (1885)
- О влиянии удаления щитовидной железы у животных на нервную систему. Диссертация. Санкт-Петербург: тип. П. Вощинской, 1888
- Руководство к психиатрии : Для врачей и студентов. [Соч.] Th. Ziehen'a, проф. Ун-та в Иене; С нем. пер. д-р мед. П.М. Автократов, зав. Психиатр. отд. Варш.-Уязд. воен. госпиталя. Санкт-Петербург: Гл. воен.-мед. упр., 1897
- Клинические лекции о болезнях нервной системы, читанные в Salpêtrière'е в 1894-1895 году / Проф. F. Raymond; Пер. д-ра П.М. Автократова. Т. 1-2. Санкт-Петербург: Гл. воен.-мед. упр., 1900-1903
- Выступление на IX съезде Об-ва русских врачей в память Н. И. Пирогова. Обозрение психиатрии 7, s. 549 (1904)
- Die Geisteskranken im russischen Heere während des Japanischen Krieges. Allgemeine Zeitschrift für Psychiatrie 64, ss.  286-319 (1907)
- Awtokratow P, Wizel A. Organizacya opieki nad umysłowo chorymi i ich ewakuacyi na Dalekim Wschodzie. Medycyna 33 (41), ss. 844–849 (1905)
- Призрение, лечение и эвакуация душевнобольных во время русско-японской войны в 1904-1905 годах. Обозрение психиатрии 10, ss. 665-668 (1906)